# Tirol Sound
Tirol Sound ist eine österreichische Gruppe der volkstümlichen Musik aus Tirol.

## Geschichte
Die vier Musiker Christian Klingenschmid, Christian Schnitzer, Daniel Moritz und Lukas Brunner fanden sich im Jahre 2008 zusammen. Sie waren zuvor alle bei anderen Musikgruppen tätig. Eine Feier und ein Highland Games waren der Grund für das spontane Musizieren. Schnell wurden Name, Auftritte und Fans gefunden, und so begann ein freundschaftlicher sowie musikalischer Weg.  Mit ihrer ersten CD Heit gian ma tanzen feierten sie 2009 ihre ersten Erfolge in diversen Hitparaden. Regelmäßig veranstalten sie auch den traditionellen Alpenglühenball in Rinn Ende November. 2013 feierten sie ihr fünfjähriges Bühnen-Jubiläum und gleichzeitig das Erscheinen ihrer dritten Produktion in Sistrans.
Im Jahre 2014 entschieden sich die 4 Musiker, einen Schlagzeuger zu verpflichten, und engagierten Aron Aschaber aus dem Zillertal. Anfang 2017 entschieden sich Daniel Moritz und Aron Aschaber dazu, die Band zu verlassen. Stattdessen spielen Stefan Kölbl und Reinhard Desing bei Tirol Sound.

## Diskografie (Auswahl)

### Alben
- 2009: Heit gian ma tanzn (X-Hera Music)
- 2011: Tiroler Leb'n (X-Hera Music)
- 2013: Das ABC ist der Tiroler Schmäh (MCP Sound & Media)

### Singles
- 2010: Beinhart wie a Rocker
- 2013: Im Radio ist ein Küken (erste volkstümliche Version)
- 2014:  Engel lachen, Engel weinen (Disco-Version)